# 施潘道

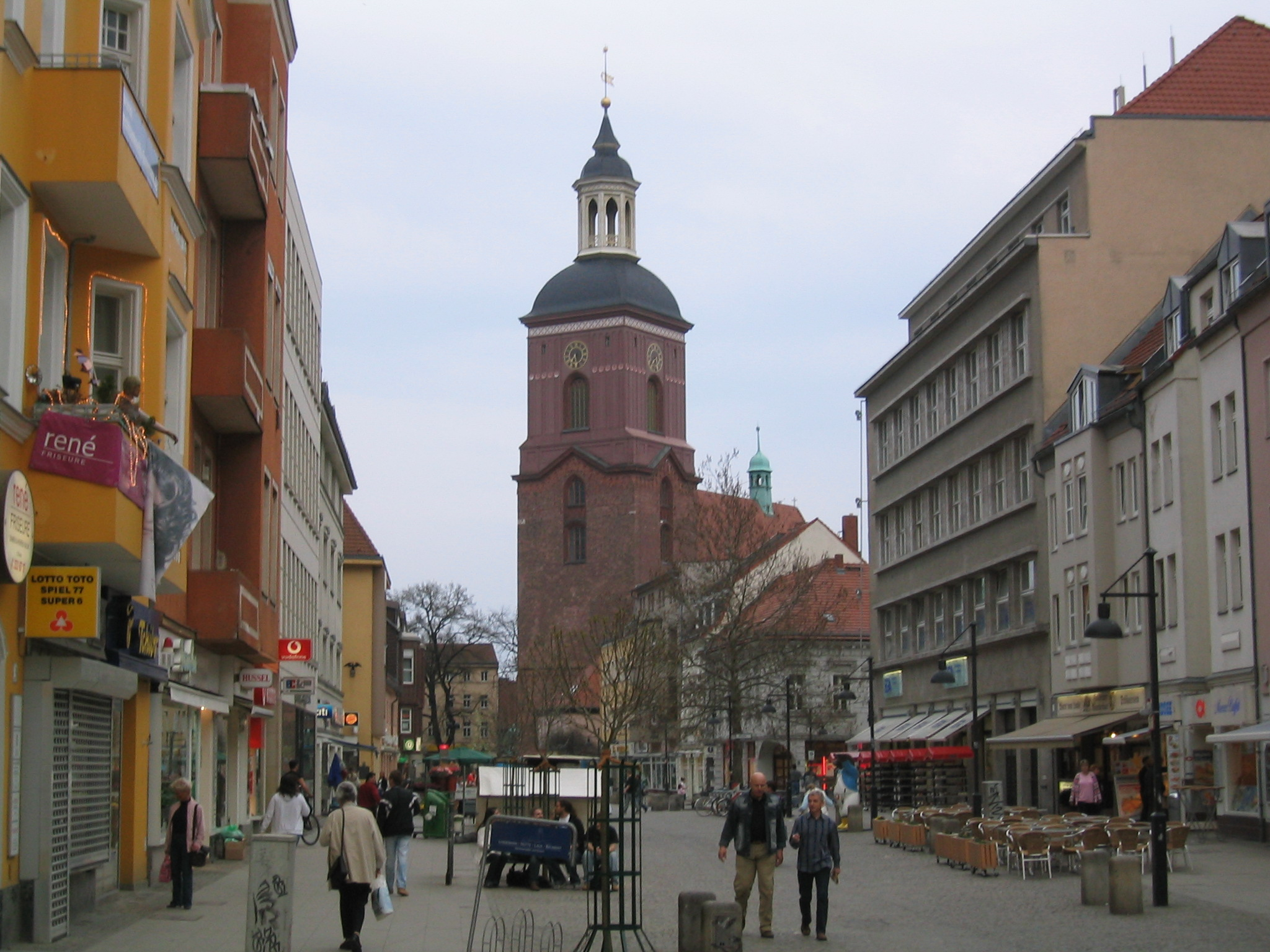
老城和圣尼古拉教堂

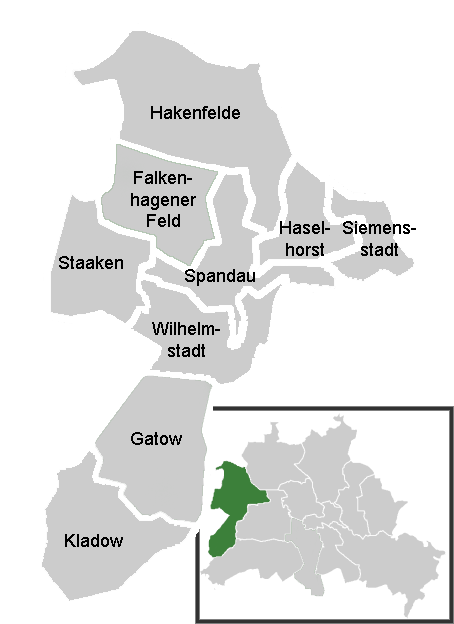
位置

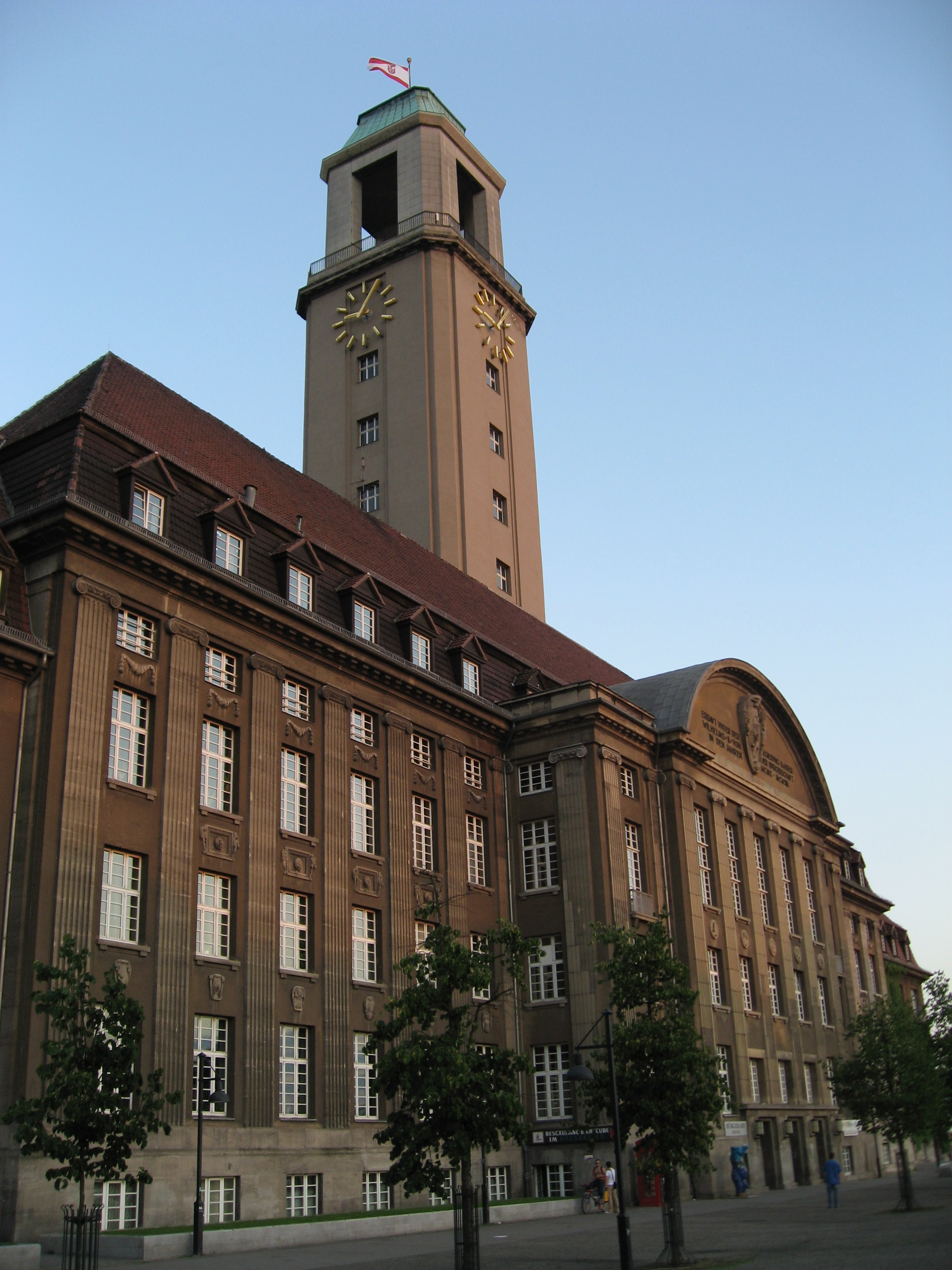
区政府

施潘道（德語：Spandau，德語：[ˈʃpandaʊ̯] ⓘ）是德国柏林的第五区，也是最西面的一个區，位于哈弗爾河和施普雷河汇流处，并沿哈弗尔河的西岸。
在第一次世界大战前，施潘道是大型弹药工厂所在地，为德意志帝国军火工业的一个中心。这也是一个驻防城里，拥有众多的军营。1920年，施潘道被作为一个区纳入大柏林。二战后，该区为英国占领区，建于1876年的施潘道监狱用来收押在纽伦堡审判中判处监禁的纳粹战争罪犯。监狱的最后一个犯人鲁道夫·赫斯去世后，施潘道监狱被盟国拆除，改建为购物中心。 
现代工业有金属加工、化学和地毯制造。

## 名胜
- 施潘道城堡，文艺复兴式，建于16世纪
- 圣尼古拉教堂，14世纪哥特式教堂，1539年11月1日，勃兰登堡选帝侯首次参加路德会礼拜，这一天被视为勃兰登堡宗教改革的开始。（米特区也有圣尼古拉教堂）
- 老城及其15世纪哥特式房屋
- 区政府，1913

## 友好城市
- 英国卢顿
- 德国锡根
- 法國塞纳河畔阿涅勒
- 以色列阿什杜德
- 美国佛罗里达州博卡拉顿
- 土耳其伊兹尼克
- 德国瑙恩